# 平成28年台風第1号
平成28年台風第1号（へいせい28ねんたいふうだい1ごう、アジア名：Nepartak、フィリピン名：Butchoy）は、2016年（平成28年）7月に発生した台風である。台風1号としては史上初めて猛烈な勢力にまで発達し、また統計史上2番目に遅い日時に発生した台風1号でもあり、台風としての記録を複数残した。

## 概要
| 進路図 |  | 台風により被害を受けた建物 |
| 進路図 |  | 台風により被害を受けた建物 |

6月末にカロリン諸島近海で次第に形成が始まった低圧部99Wが、7月2日9時(協定世界時2日0時)に熱帯低気圧に発達。合同台風警報センター(JTWC)は熱帯低気圧番号02Wを付与した。熱帯低気圧は3日9時(協定世界時3日0時)に北緯8.9度、東経144.9度で台風となり、アジア名「ニパルタック（Nepartak）」と命名された。命名国はミクロネシアで、有名な戦士の名前に由来する。台風は、当初はゆっくりとした速度であったが、次第に速い速度で北西に進み始め、5日15時からの24時間で55ヘクトパスカルも中心気圧が下がるなど予想以上の急速な発達を見せ、6日15時には900ヘクトパスカル、最大風速55メートルの「猛烈な台風」となった。5日にはフィリピンの監視領域に入ったためフィリピン大気地球物理天文局 (PAGASA) は、フィリピン名「ブッチョイ（Butchoy）」と命名した。台風はその後8日6時50分(現地時間5時50分)頃に台湾の台東県太麻里郷に上陸、大雨と暴風をもたらした。その後台湾海峡を渡って9日12時ごろに華南へ上陸したが、急速に勢力を弱めて同日15時に北緯24.8度、東経118.5度で熱帯低気圧に変わった 。

## 記録
エルニーニョ現象の終息により、2015年12月に発生した台風27号が消滅してからおよそ半年の間は北西太平洋上に台風が1つも発生せず、その空白期間の長さは199日間と史上最長タイ記録となった。この台風が発生するまで台風空白期間は半年以上も続いていたことになり、あと少しで従来の最長記録を更新するタイミングであったが、この台風が発生したことで4,776時間（199日）という史上1位タイ記録で途切れた。
この台風は、台風1号としては発生日時が1998年に次いで統計史上2番目に遅く、ようやく発生した台風と言える。
さらに、台風1号にして統計史上初めて猛烈な勢力になった台風でもあり、台風1号としては統計史上最強の勢力となった。